# Carina Appel
Pour les articles homonymes, voir Appel.
Carina Appel, née le 26 juin 1967 à Vaasa (Finlande) et morte assassinée le 5 avril 2012 à Kristinestad, est une photographe photojournaliste finlandaise.